# Нюгди
Нюгди́ (гор.-евр. Нуьгдигь-Муьшгуьр, Муьшгуьр) — село в Дербентском районе Республики Дагестан.
Образует муниципальное образование «село Нюгди» со статусом сельского поселения, как единственный населённый пункт в его составе.

## Географическое положение
Селение расположено на Приморской низменности, в 30 км к юго-востоку от города Дербента, на левом берегу реки Гюльгерычай, чуть выше её впадения в Самур. Расстояние до побережья Каспийского моря составляет около 5 км.

## Этимология
В переводе с горско-еврейского языка, Нюгди означает — «Новое поселение». Горско-еврейское название села — Нюгди-Мюшкюр или Мюшкюр.

## История
Исторически горско-еврейский аул. Точная дата основания не установлена, но по некоторым сведениям горские евреи в селе проживали уже в конце XVIII века. В 1867 году в селе действовали два хедера. По настоящее время сохранилось здание синагоги, переделанное в советское время в клуб. В конце XIX века еврейское население Нюгди продолжало пополняться за счет переселенцев из еврейских аулов горной части Южного Дагестана. Основным занятием жителей села было виноградарство. В 1918—1919 годах Нюгди дважды подвергалось разорению со стороны горцев и деникинцев, в результате были разрушены все дома. В 1925 году население продолжало жить в землянках. С установлением советской власти село Нюгди вошло в состав Белиджинского сельсовета Мюшкюрского участка Кайтаго-Табасаранского округа. В 1928 году выделено в самостоятельный сельсовет. В 1930 году были организованы два еврейских колхоза имени Калинина и имени Ворошилова. С 1959 года являлось отделением совхоза «Белиджинский» (в 1982 году переименован в «60 лет СССР»).
В середине 1970-х годов в состав села включено село Молла-Халил.
Ныне в Нюгди сохранились старые иудейское и христианское кладбища.

## Население
| 1886  | 1895  | 1926  | 1939  | 1970  | 1989  | 2002  |
| ----- | ----- | ----- | ----- | ----- | ----- | ----- |
| 493   | ↗521  | ↘278  | ↗307  | ↗854  | ↗1406 | ↗1701 |
| 2010  | 2012  | 2013  | 2014  | 2015  | 2016  | 2017  |
| ↗1765 | ↗1785 | ↘1768 | ↗1785 | ↗1786 | ↘1783 | →1783 |
| 2018  | 2019  | 2020  | 2021  | 2023  | 2024  | 2025  |
| ↗1785 | ↘1784 | ↗1798 | ↗2081 | ↗2099 | ↗2103 | ↗2127 |

В 1869 году из 74 дворов аула 68 были горско-еврейскими. В 1897 году горские евреи составляли 94 % населения аула. В настоящее время в Нюгди проживает лишь несколько горско-еврейских семей. Большинство иудейской общины села в 1990-х годах эмигрировало в Израиль.
Национальный состав
По результатам Всероссийской переписи населения 2021 года:
| Народ         | Численность, чел. | Доля от всего населения, % |
| ------------- | ----------------- | -------------------------- |
| азербайджанцы | 1428              | 68,62 %                    |
| лезгины       | 552               | 26,53 %                    |
| горские евреи | 51                | 2,45 %                     |
| другие        | 50                | 2,40 %                     |
| всего         | 2081              | 100 %                      |

## Достопримечательности
На окраине села, в бывшем селе Молла-Халил, находится армянская церковь Святого Григориса, построенная в память о событиях IV века, связанных с проповедью и мученической гибелью святого Григориса, первого епископа Кавказской Албании.

## Уроженцы
- Изгияев Сергей Давидович — горско-еврейский поэт.
- Авшалумов Хизгил Давидович — горско-еврейский писатель.